# Luin Montes
I Luin Montes sono una formazione geologica sulla superficie di Titano.
Prendono il nome dalla catena degli Ered Luin, posta ad'ovest dell'Eriador nel mondo immaginario in cui sono ambientate le opere di J. R. R. Tolkien.